# Monrovia (Liberia)

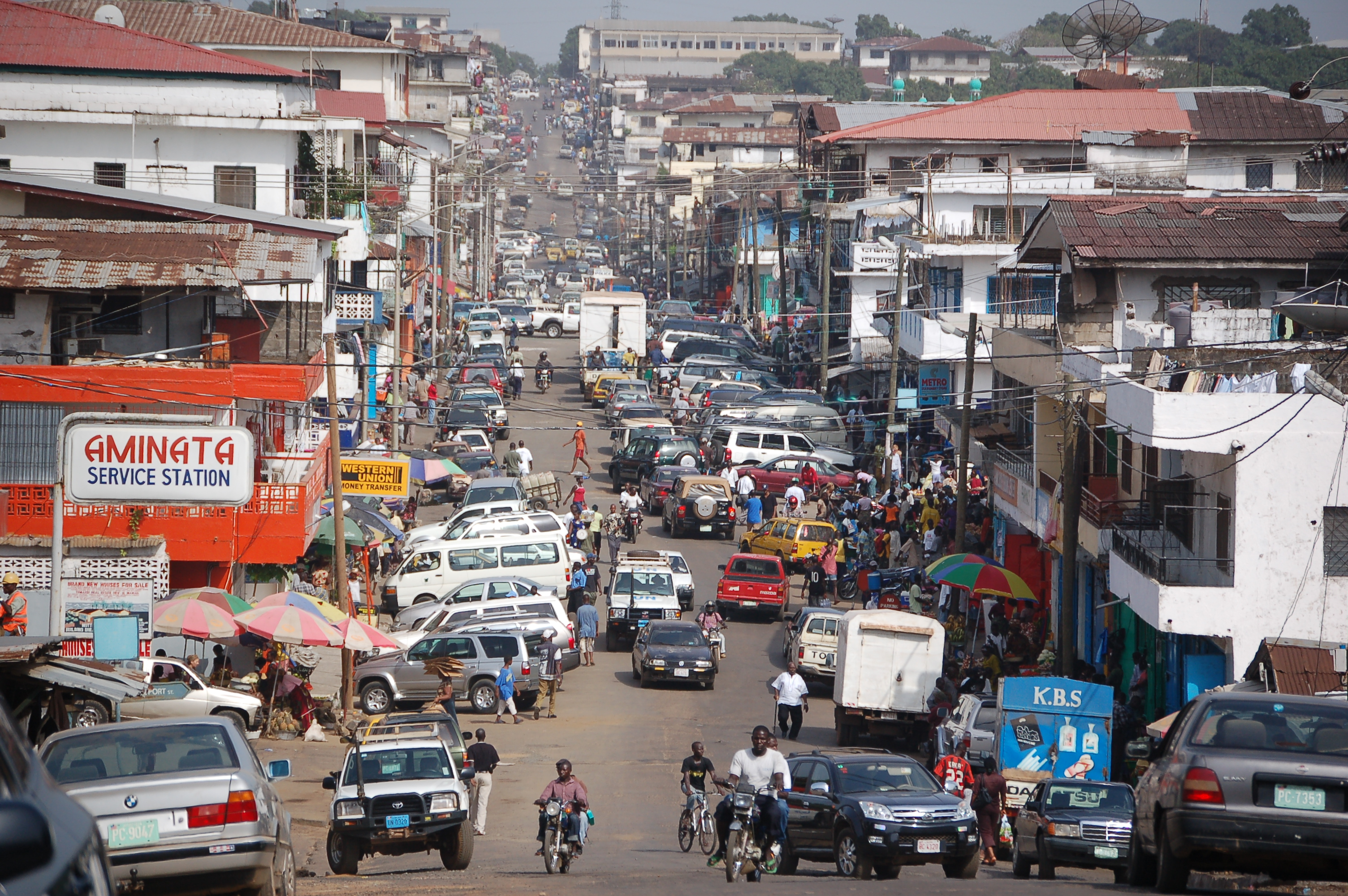
Centrum van Monrovia

Monrovia is de hoofdstad van Liberia en is gelegen ten zuiden van de monding van de rivier Sint Paul in de Atlantische Oceaan. Ze telt ca. 470.000 inwoners en is tevens de belangrijkste havenstad van het land. In het Greater Monrovia District woonden in 2008 1.010.970 mensen, dit is 29% van de bevolking van Liberia. Monrovia is in 1822 gesticht. De stad dankt haar naam aan James Monroe, die destijds president van de Verenigde Staten was.

## Geschiedenis
Het gebied dat nu Monrovia vormt, was al bewoond toen Portugese zeelieden rond 1560 het gebied Kaap Mesurado noemden. De eerste kolonisten uit de Verenigde Staten arriveerden in 1821, onder de bescherming van de American Colonization Society, met als doel het vestigen van een zelfvoorzienende kolonie voor geëmancipeerde overlevers van de slavernij. In Freetown was dat onder Engelse leiding al gelukt. De kolonisten kwamen bij Sherbro Island aan land, in het tegenwoordige Sierra Leone. Maar de onderneming was ongeorganiseerd en vele kolonisten stierven. De kapitein en de vertegenwoordiger van de Society kregen van de Amerikaanse luitenant-ter-zee Matthew C. Perry de raad, om naar Kaap Mesurado te gaan. In 1822 redde een tweede schip de overlevenden en bracht hen naar Kaap Mesurado en ze vestigden daar de nederzetting Christopolis. In 1824 werd de stad tot Monrovia omgedoopt, naar de toenmalige president van de Verenigde Staten, James Monroe. Monrovia is de enige niet-Amerikaanse hoofdstad die vernoemd is naar een president van de Verenigde Staten. In 1845 was Monrovia de plek waar de American Colonization Society een conventie hield. De American Colonization Society ontwierp de grondwet die twee jaar later de grondwet zou zijn van een onafhankelijk soeverein land, Liberia.
Aan het begin van de 20e eeuw was de stad in twee delen verdeeld:
- Het eigenlijke Monrovia, waar de Amerikaans-Liberiaanse bevolking leefde. De architectuur herinnerde aan die van de Zuidelijke Verenigde Staten.
- Kruwtown, waar de Krus, Bassas, Grebos en andere stammen leefden.

Van de 4000 inwoners waren er toen 2500 van Amerikaans-Liberiaanse afkomst. Maar in 1926 begonnen de volkeren in Liberia naar Monrovia te trekken, op zoek naar werk.
In 1979 hield de Organisatie van Afrikaanse Eenheid haar conventie in Monrovia met de toenmalige president van Monrovia, William Richard Tolbert Jr., als voorzitter. Tolbert verminderde onder andere het inschrijfgeld voor de Universiteit van Liberia met 50%. Een staatsgreep in 1980 zorgde ervoor dat Samuel Doe de regering van Tolbert verdreef, waarbij velen geëxecuteerd werden.
Monrovia werd ernstig beschadigd tijdens de Eerste Liberiaanse Burgeroorlog, vooral tijdens de Belegering van Monrovia. Hierbij raakten veel gebouwen beschadigd en werd bijna de gehele infrastructuur verwoest. Grote gevechten vonden in 1990 plaats tussen Samuel Doe's regering en de strijdkrachten van Prins Johnson. In 1992 werd Monrovia ook bestormd door de National Patriotic Front of Liberia (NPFL), een groep rebellen. De oorlog heeft vele dakloze kinderen achtergelaten, die betrokken waren bij gevechten (kindsoldaten), of die geen onderwijs gekregen hadden.

## Economie
De economie van de stad wordt gedomineerd door de haven die de stad bezit. Monrovia is het financiële centrum van het land en de Central Bank of Liberia heeft daarom zijn hoofdkantoor in de stad.

## Geografie
Monrovia is de grootste stad van het land, en is het administratief, financieel en commercieel centrum van het land. Monrovia ligt op een schiereiland, tussen de Atlantische Oceaan en de rivier de Mesurado. De rivier de Saint Paul ligt direct ten noorden van de stad.

### Klimaat
De stad en de omliggende kuststrook hebben een tropisch regenwoudklimaat met hoge temperaturen en grote neerslaghoeveelheden. Monrovia heeft jaarlijks gemiddeld 4650 mm neerslag, voornamelijk in de maanden mei tot oktober met de zuidwestmoesson uit de Atlantische Oceaan. Van januari tot maart valt er nauwelijks neerslag. De gemiddelde temperatuur bedraagt 26° C met uitersten van 14 tot 33° C.

## Cultuur en media
De belangrijkste attracties in de stad zijn het nationale museum, Waterside Market, meerdere stranden en een dierentuin. De stad huist ook het Antoinette Tubman Stadium en het National Complex. Het National Complex is met 40.000 plaatsen een van de grootste stadions in Afrika.
In de stad worden verschillende kranten eens in de één of twee weken op tabloid formaat gedrukt. Deze kranten hebben meestal niet meer dan 20  pagina's. Televisie en radio stations zijn beschikbaar, maar radio is een grotere nieuwsbron dan de televisie. Problemen met het elektriciteitsnetwerk maken televisie kijken namelijk lastiger. United Nations Mission in Liberia, zendt sinds 1 oktober 2003 24 uur per dag uit. Hiermee is dit het eerste radiostation in Liberia dat 24 uur per dag uitzendt.

## Infrastructuur

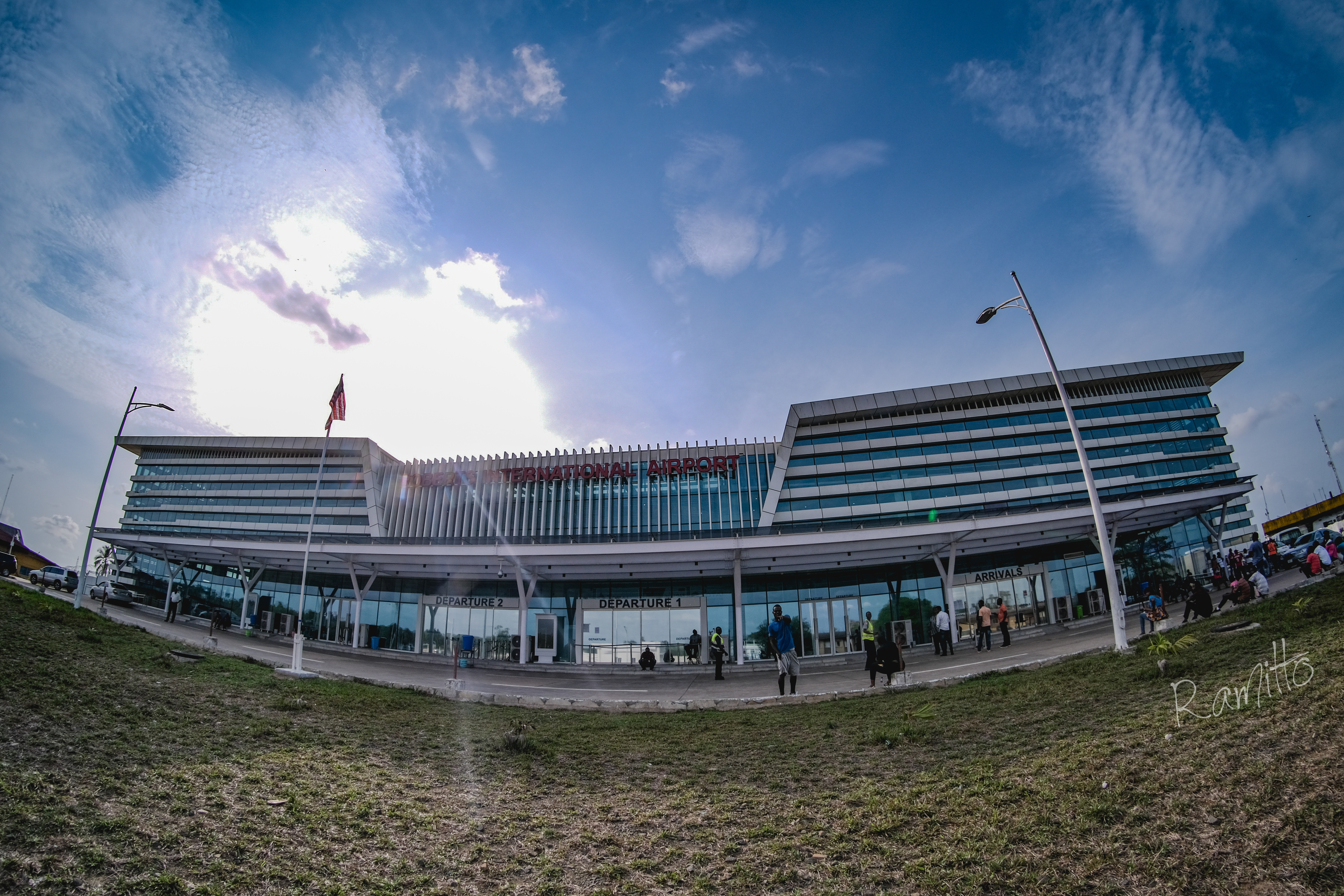
Luchthaven Roberts Internationaal Terminal

Veerboten verbinden Freeport of Monrovia met Greenville en Harper. Het vliegveld dat het dichtste bij Monrovia ligt is Luchthaven Roberts Internationaal. Dit ligt 60 kilometer van Monrovia af en is het enige internationale vliegveld in het land. Via snelwegen en spoorwegen is de stad met andere plaatsen in het land verbonden.

## Bekende inwoners van Monrovia

### Geboren
- Ellen Johnson Sirleaf (1938), president van Liberia (2006-2018) en Nobelprijswinnares (2011)
- George Weah (1966), president van Liberia (2018-heden) en voetballer
- Dionysius Sebwe (1969), voetballer
- Leymah Gbowee (1972), maatschappelijk werkster, vredesactiviste en Nobelprijswinnares (2011)
- Louis Crayton (1977), voetballer
- Sekou Oliseh (1990), voetballer

### Overleden
- William Richard Tolbert jr. (1913-1980), president van Liberia tussen 1971 en 1980
- Samuel Doe (1951-1990), militair leider en president van Liberia tussen 1980 en 1990

## Partnersteden
- Taipei (Taiwan)
- Dayton (Verenigde Staten)